# Vittime di guerra
Vittime di guerra (Casualties of War) è un film del 1989 diretto da Brian De Palma, con Michael J. Fox, Sean Penn e Ving Rhames.

## Trama
Una squadra di soldati statunitensi dell'LRRP perde uno dei suoi membri in un villaggio nella zona di Tây Nguyên, ritenuta alleata dei Viet Cong. Per rappresaglia, la squadra rapisce una ragazza vietnamita, Than Thi Oah, che sarà violentata ripetutamente dal gruppo: l'unico a rifiutarsi sarà il soldato Sven Eriksson, che fin dall'inizio si mostra contrario, anzi, disgustato dalla decisione del sergente psicopatico Tony Meserve. I due militari si trovano più volte in contrasto a causa del loro differente modo di pensare. Durante uno scontro a fuoco, il gruppo di soldati uccide con ferocia la ragazza, per evitare che i superiori conoscano la verità.
Dopo la battaglia, coprono l'omicidio, ma Eriksson rifiuta di mantenere il segreto, e compromette sia la sua vita che la sua carriera militare (anche a causa dei superiori che vorrebbero insabbiare il caso) per far uscire allo scoperto quanto veniva tenuto nascosto. Si apre un'indagine, e i quattro uomini che hanno partecipato allo stupro e all'omicidio vengono sottoposti alla corte marziale.

## Produzione
La pellicola si basa su di un fatto realmente accaduto nel 1966 durante la guerra del Vietnam, conosciuto come incidente della collina 192. La vicenda era già stata portata sullo schermo nel film O.k. del 1970, diretto da Michael Verhoeven.
Le riprese vennero effettuate tra aprile e maggio 1988, in parte in Thailandia a Phuket, in parte a San Francisco. La location del ponte venne filmata a Kanchanaburi, in Thailandia.

## Distribuzione
Il film esordì negli Stati Uniti il 18 agosto 1989 e venne distribuito nel mercato internazionale, anche in Italia, a partire dal gennaio 1990.

## Riconoscimenti
- 1990 - Golden Globe 
  - Nomination Miglior colonna sonora originale a Ennio Morricone
- 1990 - Golden Reel Award
  - Nomination Miglior montaggio sonoro negli effetti sonori a Maurice Schell